# Salvatore Papale
Salvatore Papale (... – Catania, 24 marzo 1988) è stato un dirigente pubblico e politico italiano.
Nonno materno del parlamentare europeo ex M5S Dino Giarrusso.

## Biografia
Dopo aver conseguito la laurea in giurisprudenza divenne avvocato. Vicino ai movimenti cattolici, fu presidente della FUCI a Catania nel secondo dopoguerra.
Nel 1949 fu eletto vicesegretario della sezione «Centro» di Catania, mentre era segretario politico Barbaro Lo Giudice: Antonino Drago e Antonino Torrisi, tra i componenti della Giunta esecutiva.
Al congresso provinciale del 1951 aderì alla corrente fanfaniana di Iniziativa democratica, assieme a Lo Giudice e Domenico Magrì, antagonisti della corrente centrista scelbiana; confluì poi nei giovani  turchi catanesi guidati da Drago (M. Agosta, G. Azzaro, A. Torrisi). Quindi il successivo abbandono dalla maggioranza – prendendo le distanze dal cosiddetto Centrismo popolare di Mario Scelba, Guido Gonella e Oscar Luigi Scalfaro – seguito da Azzaro, Nicola Cavallaro e Vito Scalia.
Fu incaricato segretario politico provinciale della DC dal 1955 al 1957. Successivamente, fu presidente dell'amministrazione provinciale (tecnicamente "Delegato Regionale Provvisorio") di Catania dal 18 giugno 1957 al 8 aprile 1958, con nomina del presidente della Regione siciliana La Loggia.
Fu presentato dalla DC come candidato alle elezioni per la Camera del deputati nel 1958. Da massimo rappresentante della sinistra cattolica a Catania, fu designato poi alle elezioni amministrative con la lista di « Rinnovamento ».
Divenne sindaco e consigliere comunale di Catania dal 22 novembre 1960 al 14 dicembre 1964. Fra l'altro, durante la sua legislatura, nel 1961 incaricò l'arch. Luigi Piccinato di predisporre un piano regolatore sul modello del precedente del 1954, presentando al contempo un programma di fabbricazione e nominando una Commissione consultiva; il Consiglio comunale approvò il Piano Piccinato, dal quale scaturirà un vivace e lungo dibattito.
Famosa resta la storica opinione registrata nel 1961 in consiglio comunale: "Qualsiasi remora allo sviluppo edilizio vuol dire impoverimento della città, vuol dire perpetuarsi della disoccupazione e incidere negativamente nell'economia della città".
Tra le attività istituzionale, il sindaco Papale seguì le cerimonie di gemellaggio ('62) con la città francese di Grenoble, voluto dall'ex sindaco La Ferlita; concesse la cittadinanza onoraria a mons. Guido Bentivoglio, arcivescovo della stessa città dal 1952; ospitò in Comune una delegazione di finanzieri italoamericani che gli consegnò le chiavi di Los Angeles; per i 70 anni dello scrittore Giuseppe Villaroel, tributò pubbliche onoranze, dedicandogli il volume "Giuseppe Villaroel. Cinquant'anni di attività letteraria" con un Comitato d'onore; bandì nel '64 il Premio "Giovanni Verga", bipartito per un'opera narrativa ed una critica (Premio per la narrativa alla prof.ssa Ersilia Mendola, per il romanzo inedito La baronessa mia zia; Premio per la critica al prof. Gino Raya, per l'edizione delle Lettere a Dina di Giovanni Verga).
A Catania fu l'ideatore di una mostra civica nel dicembre 1962, a Palazzo della Borsa, sulla città-cantiere in una rinnovata cornice culturale, mostrando i nuovi assetti urbanistici (il recente lungomare di Ognina da piazza Europa a porto Ulisse, la sistemazione dell'allora Ospedale municipale Garibaldi, i dati del risanamento del quartiere San Berillo, l'espansione di Pantano d'Arci e della zona industriale etnea, il primo e unico grattacielo "Generali" di largo Paisiello,  ecc.), attraverso plastici, pannelli, diagrammi, foto a confronto, la coniazione di una medaglia commemorativa, la pubblicazione di un catalogo. 
Fece gli onori di casa durante il programma della visita del Presidente della Repubblica Antonio Segni in Sicilia (23-27 maggio 1964).
Secondo l'opinione del magistrato Sebastiano Ardita, fu tra coloro che negli anni '50/'60  "avevano governato la città mantenendo l'egemonia, ma anche i valori, della Democrazia cristiana, che si erano diffusi ormai in tutto il Suditalia".
Dal 1968 Papale ricoprì la presidenza di due aziende dell'ESPI, l'IdroSud S.p.A. e la CMC.

## Curiosità
Il suo ritratto, presente nella "galleria dei sindaci" di Palazzo degli Elefanti, con i volti dipinti dei primi cittadini Ardizzoni, Guarnaccia, Pittari, Perni, Gallo-Poggi, Magrì, La Ferlita, Drago, Gulli, Marcoccio, fu commissionato al pittore Emanuele Di Giovanni.
Sotto la sua sindacatura (1962), la moglie di Papale ritirò in una cerimonia ufficiale la bandiera di combattimento della nave americana  "Etna" USS Whitley AKA A1, ceduta alla Marina Militare Italiana nel 1955.